# Sint-Aldegondiskerk (As)

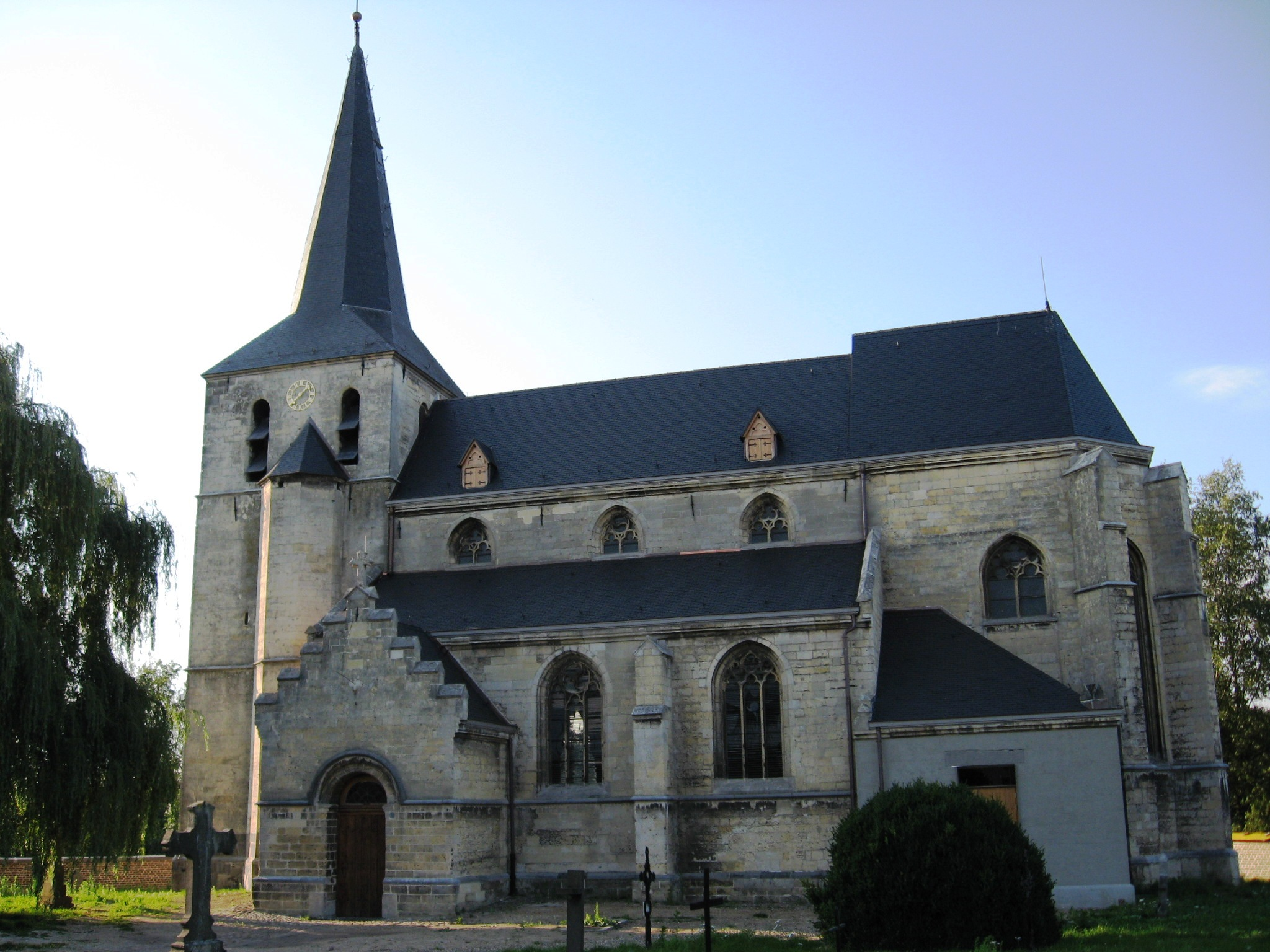
Sint-Aldegondiskerk

De Sint-Aldegondiskerk is de voormalige parochiekerk van As. Ze bevindt zich aan het Kerkpad. De kerk en het omliggende, ommuurde kerkhof zijn beschermde monumenten. De kerk is toegewijd aan de heilige Aldegondis.

## Geschiedenis
Vermoedelijk stond op de plaats van de huidige Sint-Aldegondiskerk een 8e-eeuws houten kerkje. In 1973-1974 werden, voorafgaand aan de restauratie van de huidige kerk, opgravingen verricht waaruit bleek dat de gotische Sint-Aldegondiskerk een romaanse voorganger had: een rechthoekig zaalkerkje van 7 op 13 meter, gebouwd met Maaskeien.
De oudst bekende verwijzing naar een kerk in As is te vinden in de Annales Rodenses (Annalen van de abdij van Rolduc) waar, wat betreft het jaar 1110, over de inkomsten van de kerken van Gellik, Riemst, Genk, en As wordt bericht: "Een vijfde van de kerk te As is eigendom van dit klooster".
Van 16 mei 1299 dateert de benoemingsakte van de oudst met naam bekende pastoor van As: Arnoldus, zoon van Thomas van Genlik (Gellik) werd door de Loonse graaf Arnold V tot pastoor benoemd van "die capelle toegewijd ter eere van Sinte Aldegonde".
De huidige, in mergelsteen opgetrokken driebeukige basilicale kerk in Maaslandse gotiek werd gebouwd in opdracht van het Kapittel van Sint-Amor in Munsterbilzen, dat in 1303 het patronaatsrecht had verworven.
Na de ingebruikname van de nieuwgebouwde Sint-Theresiakerk als parochiekerk in 1932 werd de Sint-Aldegondiskerk, die te klein was geworden, onttrokken aan de eredienst en kwam ze leeg te staan. In 1935 werd ze beschermd als monument. Sinds de grondige restauratiewerken in 1973 is ze in gebruik als tentoonstellingsruimte en als auditorium voor lezingen, voordrachten en concerten.

## Beschrijving van het gebouw

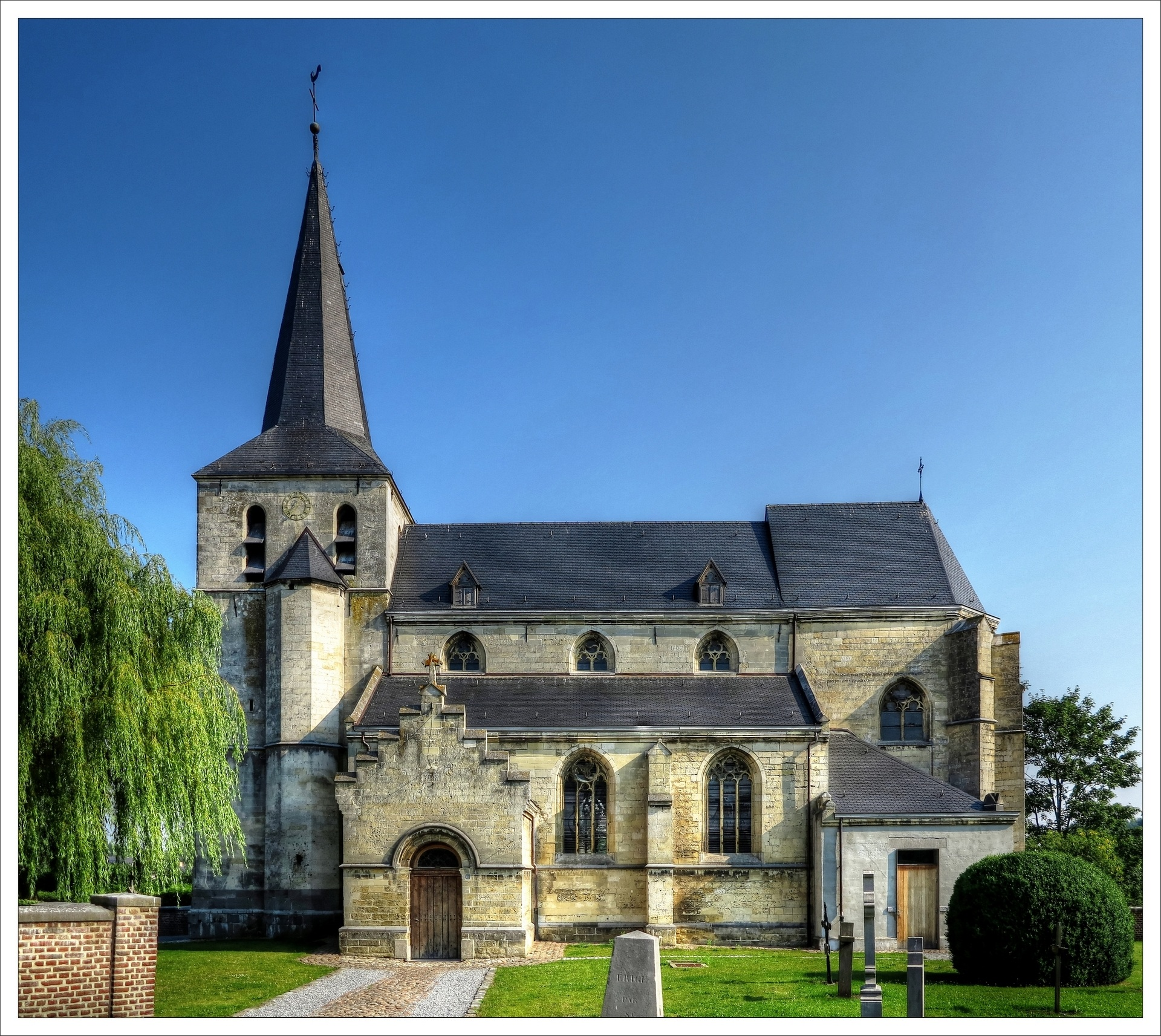
St Aldegondiskerk

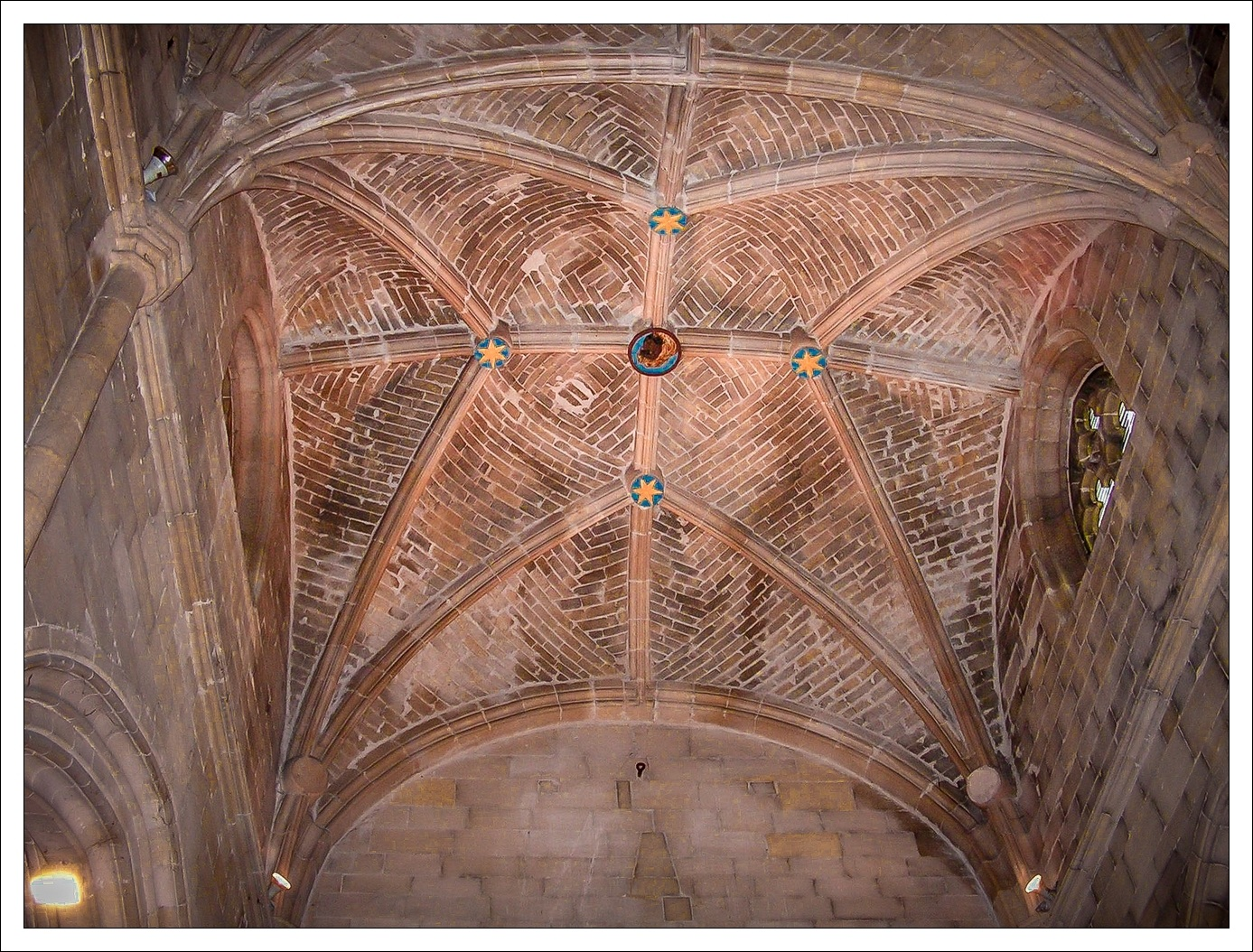
Stergewelf van de middenbeuk

Het oudste deel is de vierkante westtoren (begin 15e eeuw). Hij is opgetrokken in mergel op een hardstenen plint, telt drie geledingen die gescheiden worden door waterlijsten, en wordt bekroond met een ingesnoerde naaldspits. Hoogstwaarschijnlijk hebben de onderste twee geledingen deel uitgemaakt van de romaanse zaalkerk. De toren is massief gebouwd met blinde muren van 1,35 m dikte en voorzien van trechtervormige schietgaten. Er is geen westelijke toegangsdeur. Dit kan erop wijzen dat de toren dienstdeed als toevluchtsoord in tijden van nood. Aan de zuidzijde is een traptorentje aangebouwd, waarboven, tussen de galmgaten van de zuidmuur, een torenuurwerk met urenwijzer is aangebracht. De traptoren leidt naar een vensterloze kamer op de eerste verdieping van de toren.
Het middenschip dateert van de eerste helft van de 16e eeuw en telt drie traveeën. Cilindrische, hardstenen pilaren met bladkapitelen ondersteunen een gotisch stergewelf. Typisch voor de Maaslandse gotiek is het lage clerestorium: het middenschip steekt slechts weinig boven de zijbeuken uit. Zes maasvensters zorgen voor licht in de middenbeuk.
Het koor met driezijdige afsluiting is hoger dan het middenschip en dateert mogelijk van 1560. Het wordt verlicht door vier zgn. 'verlaagde' spitsboogvensters met maaswerk. Het venster in de zuidelijke muur is gedeeltelijk dichtgemetseld, wegens de latere toevoeging van een tweede sacristie aan de zuidzijde.
In de 17e en 18e eeuw werden verbouwings- en herstelwerkzaamheden aan het koor en het schip uitgevoerd. Ingekraste jaartallen en metselaarstekens op de muren getuigen hiervan.
Toegang tot de kerk is via een portaal dat tegen de zuidelijke zijbeuk is aangebouwd. Opvallend is de met ezelsruggen afgedekte trapgevel. Boven de halfronde buitendeur is een datumsteen ingemetseld met in gotisch schrift de tekst: M. VC ende XLVI den XI den daech iulii (Duizend vijfhonderd ende zesenveertig den 11den dag van juli). Waarschijnlijk werd op die dag het portaal ingewijd.
In de puntgevel zijn ook twee eenvoudige staafzonnewijzers aangebracht.

## Meubilair en kunstwerken
Langs de binnenmuur van de beide zijbeuken en de toren is een kalkstenen armenbank aangebouwd.
Het hoofdaltaar in het koor is een 17e-eeuws houten barok portiekaltaar met gladde zuilen, waarop zich een anoniem 16e-eeuws gepolychromeerd retabel bevindt dat de Besnijdenis van Christus voorstelt.
In de zijbeuken twee 17e-eeuwse houten portiekaltaren met Salomonzuilen, beide voorzien van een laat-17e-eeuwse schilderij: Dood van Sint-Aldegondis (in de linkerzijbeuk) en Verzoeking van de Heilige Antonius (in de rechterzijbeuk). Verder hangen er in het koor nog vier 17e-eeuwse schilderijen: twee met voorstellingen uit het leven van Sint-Aldegondis en twee met voorstellingen uit het leven van Sint-Antonius Abt.
De drie altaren werden geïnstalleerd in 1664 tijdens het pastoraat (1650-1690) van pastoor Franciscus van Heers, die vóór het hoofdaltaar begraven ligt. Zijn wapenschild is op zijn grafsteen en op het hoofdaltaar afgebeeld.
De kerk bezit verder een 18e-eeuwse eiken preekstoel en communiebank, en een aantal 17e- en 18e-eeuwse heiligenbeelden. In de vloer liggen 17e- en 18e-eeuwse grafplaten van parochiepriesters en vooraanstaande burgers. Tegen de achterwand onder de toren hangt een houten kruis met daarop een geschilderde afbeelding van Christus.
De moderne glasramen, in wit diffuus glas met abstracte patronen van dunne loodstrippen, zijn van de hand van glazenier Jos Knaepen uit Borgloon. Zij werden na de restauratiewerken van 1973 geplaatst.

## Kerkhof

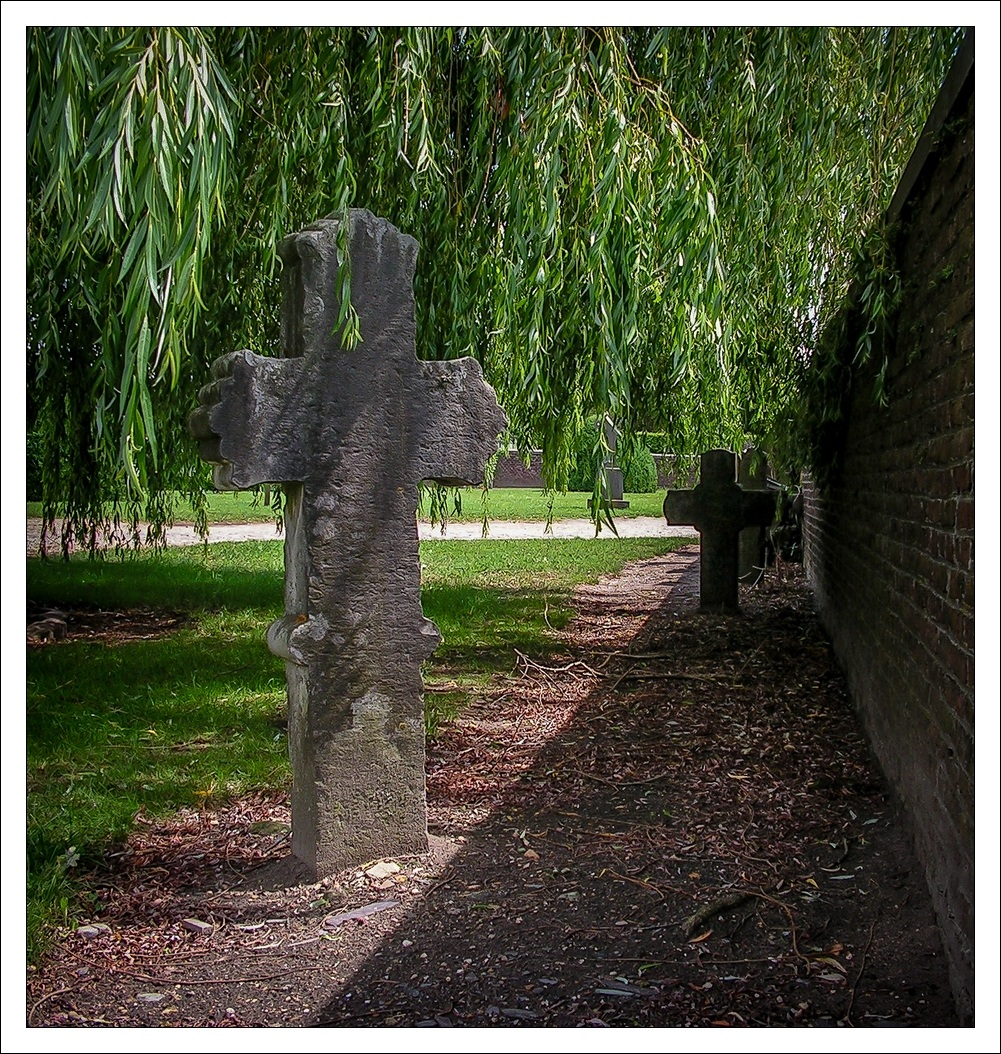
17de-eeuwse grafkruisen op het kerkhof van de St Aldegondiskerk

Rond de kerk ligt een ommuurd kerkhof, waarop zich nog enkele 17e-eeuwse hardstenen grafkruisen bevinden. Naast het toegangshek staat een open kerkhofkapel.

## Galerij

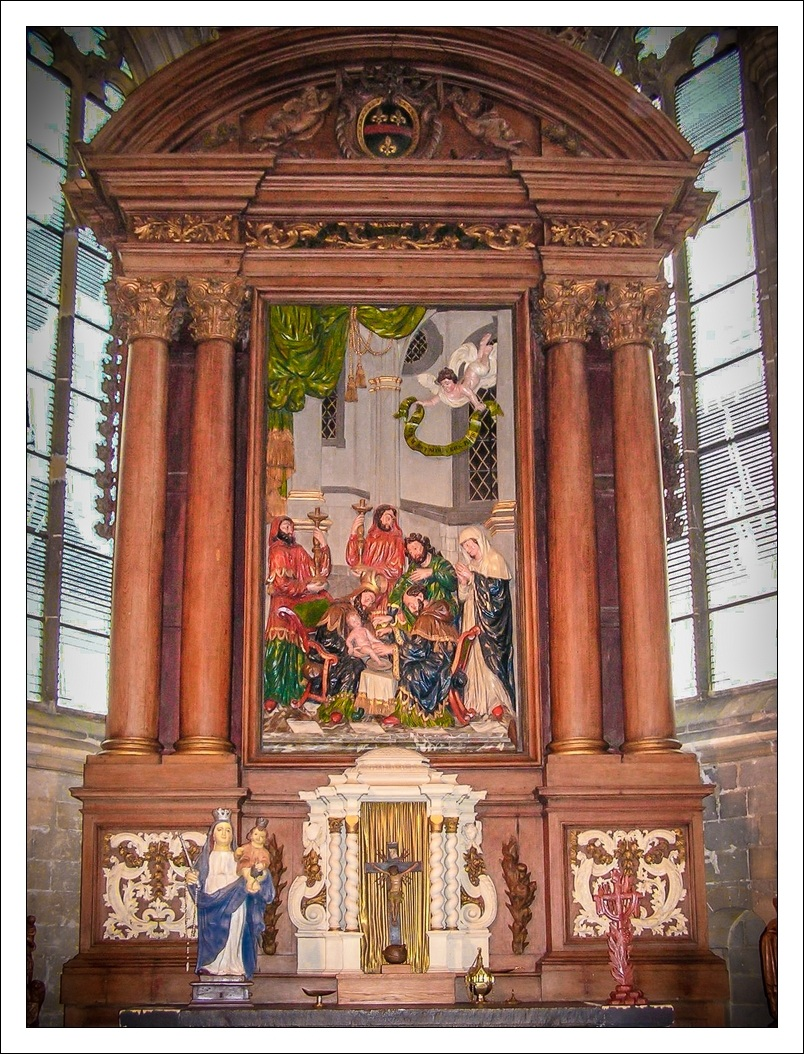
Hoofdaltaar met gepolychromeerd retabel Besnijdenis van Jezus
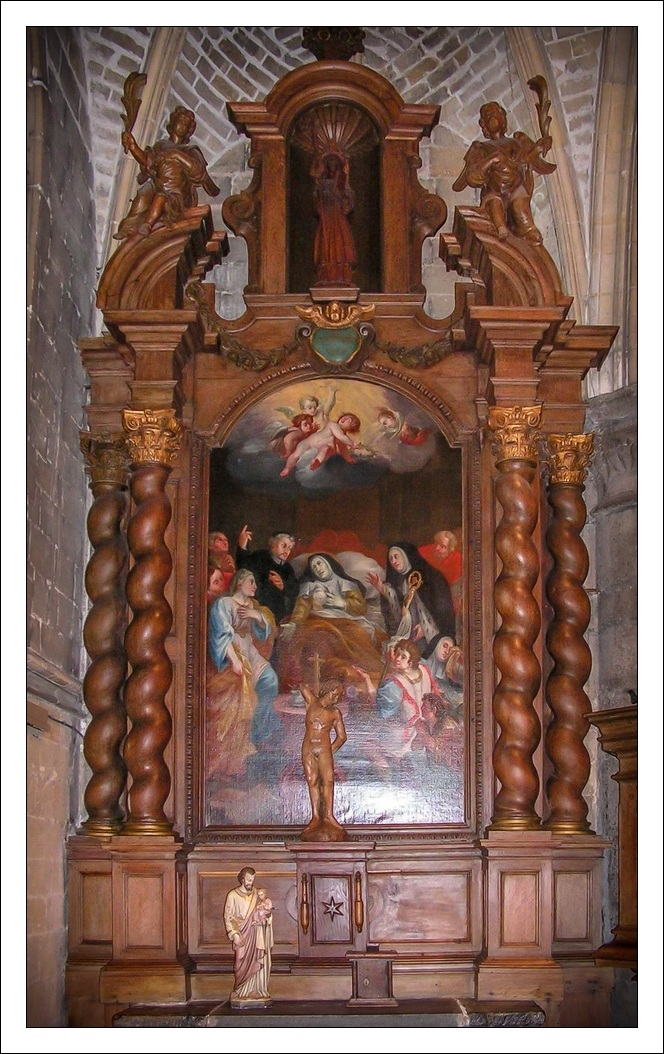
Zijaltaar: Dood van St Aldegondis
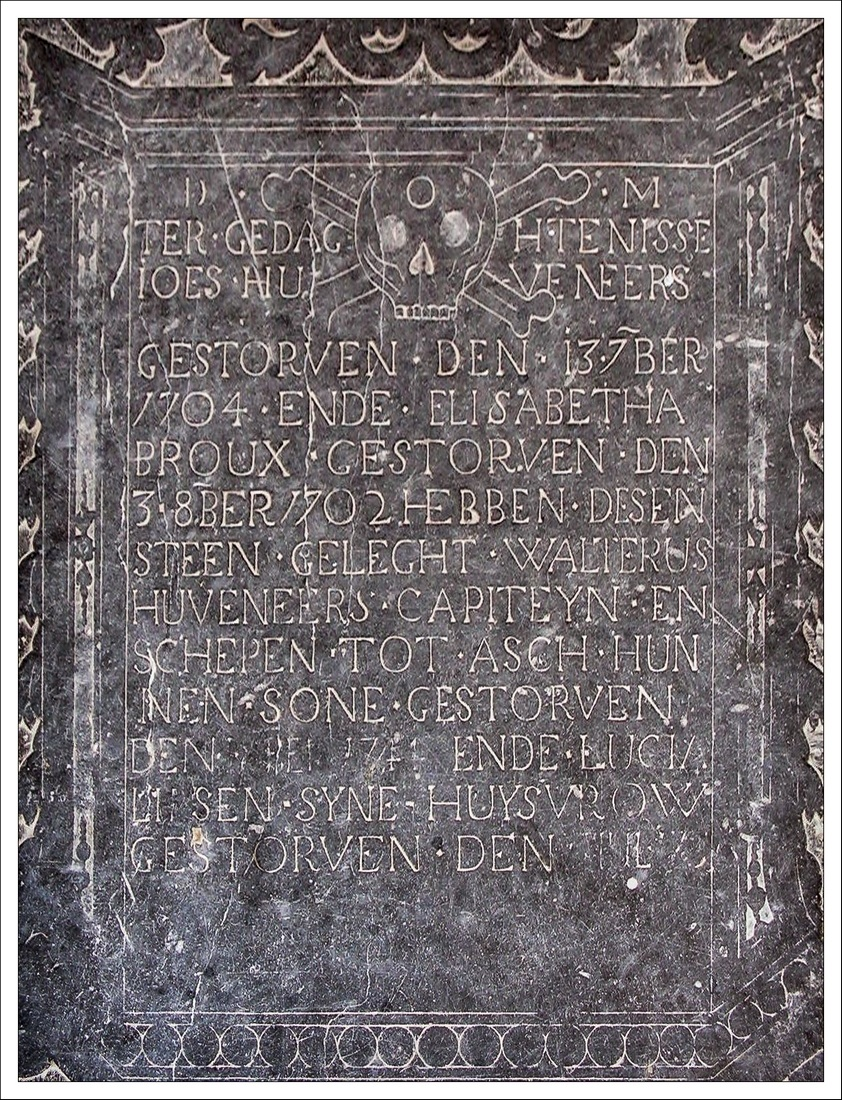
Grafsteen van de familie Huveneers (detail)
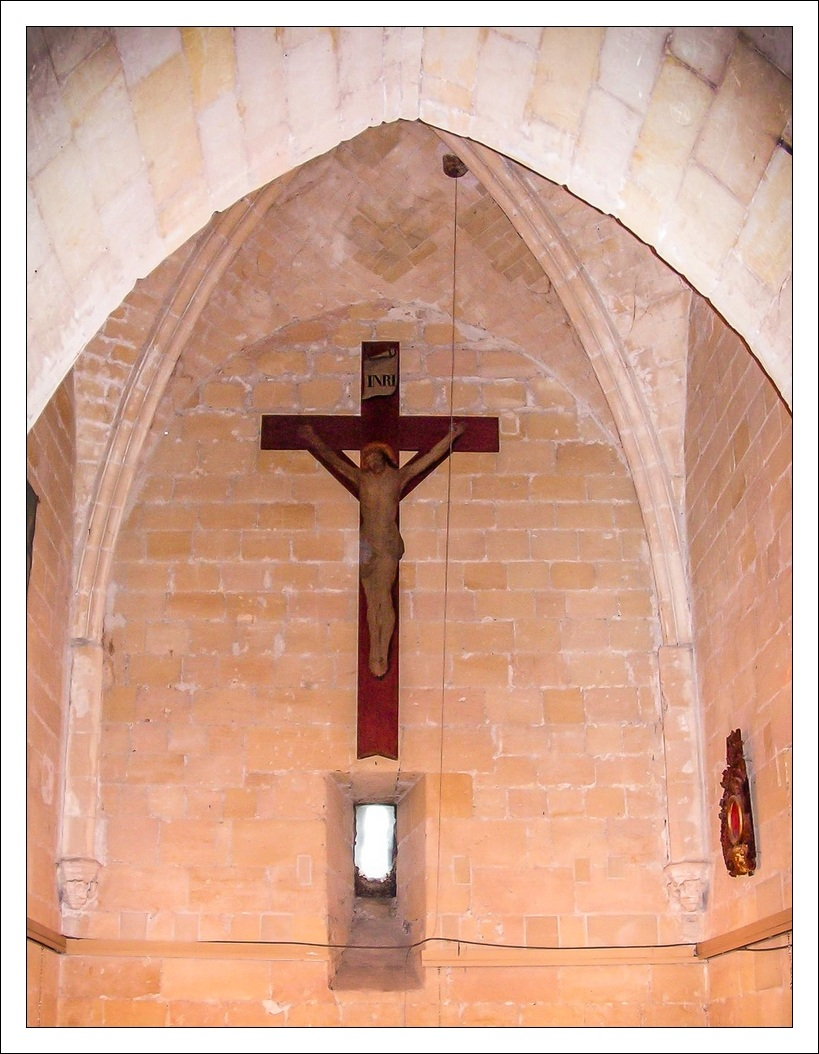
Kruisbeeld met geschilderde Christusfiguur